# Sulfeto de prata
Sulfeto de prata (
Ag2S) é um sal de prata criado pela sua reação com sulfeto de hidrogênio (
H2S).

## Propriedades

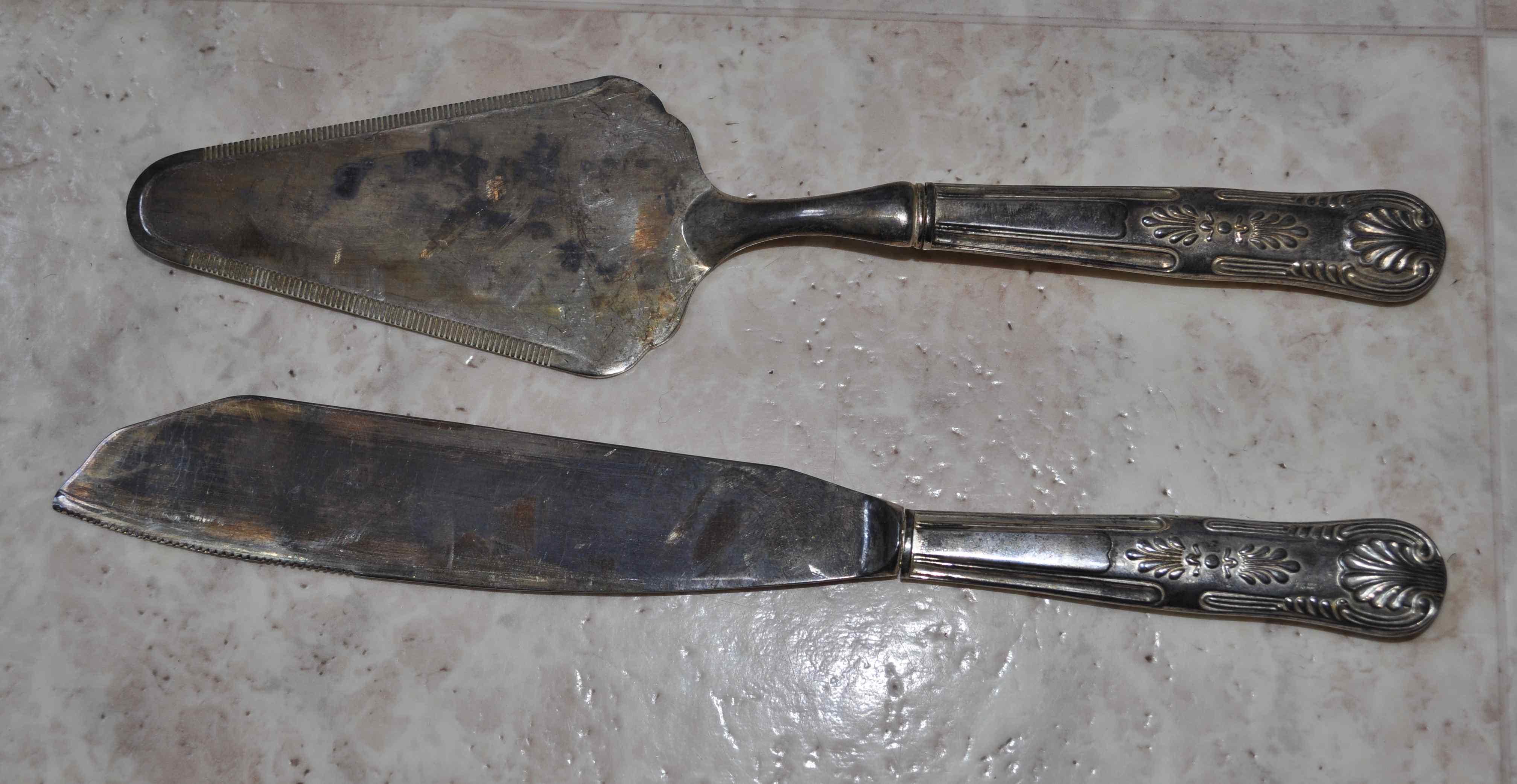
Talheres de prata sem polimento com uma camada de Ag_{2}S na superfície.

Este denso sólido preto constitui as manchas que se formam ao longo do tempo sobre prataria ou outros objetos de prata. O sulfeto de prata é insolúvel em todos os solventes, mas é degradado por ácidos fortes. O composto tem uma ligação covalente, já que é formado por prata (eletronegatividade de 1.98) e enxofre (eletronegatividade de 2.58). É um clássico componente da análise qualitativa inorgânica. Quando formado em contatos elétricos operando em uma atmosfera rica em sulfeto de hidrogênio, longos e finos filamentos de prata podem se formar.
Baús de madeira degradando-se em galeões naufragados podem fornecer o sulfeto necessário para que certas bactérias consumidoras de íons de sulfeto produzam o gás sulfeto de hidrogênio. Quando combinado com prata, o gás produz uma camada de pátina preta formada por sulfeto de prata sobre o metal, protegendo o seu interior de novas reações e evitando que se transforme em sulfeto de prata.
O composto tem aplicação como fotossensibilizador no ramo da fotografia clássica e, a altas temperaturas, torna-se um condutor elétrico. Estudos recentes sugerem uma possível eficácia no uso do sulfeto de prata como bactericida, em especial quando dopado com cobre.
O sulfeto de prata é presente naturalmente nos minerais argentita (cristal cúbico) e acantita (cristal monoclínico), entre outros.

## Síntese
O sulfeto de prata pode se formar sobre a prata não polida através do oxigênio e sulfeto de hidrogênio presentes no ar, na seguinte reação de oxirredução:

4 Ag(s) + 2 H2S(g) + O2(g)  2 Ag2S(s) + 2 H2O(l)
O composto também pode ser sintetizado através da reação em ambiente aquoso de um composto que libere em solução o íon sulfeto (tal como o sulfeto de hidrogênio ou sulfeto de sódio) com um sal solúvel de prata (tal como o nitrato de prata):

2
AgNO(aq)
3 + 
H2S(aq) → 2
HNO(l)
3 + 
Ag2S(s)